# فلکه گاز
میدان آزادی یا فلکه گاز یک میدان در شیراز است که در وسط آن مشعلی به نشان برخورداری شیراز از گاز طبیعی بنا شد. خط ۲ متروی شیراز از این میدان عبور می‌کند. این بنای یادبود در سال ۱۴۰۰ خورشیدی به عنوان یکی از آثار ملی ایران به ثبت رسید.
این میدان از یک سو به تپه تلویزیون و چهارراه چنچنه و از سوی دیگر به باغ تخت و میدان اطلسی و از سوی دیگر به میدان امام حسین ارتباط دارد.

## تاریخچه
اولین استفاده از گاز طبیعی، خارج از مناطق نفت خیز برای تغذیه کارخانه جدید التاسیس مجتمع کود شیمیایی شیراز بود که در سال ۱۳۳۴ واحد مذکور احداث و بهره برداری از آن آغاز شد و برای خوراک اولیه آن نیاز به گاز طبیعی بود. برای این منظور در سال ۱۳۴۲  خط لوله‌ای به قطر ۱۰ اینچ و طول تقریبی ۲۱۵ کیلومتر از گچساران به شیراز احداث گردید. و پس از رسیدن گاز به شهر شیراز این میدان احداث شد و نام آن فلکه گاز گذاشته شد که نام این میدان بعد از انقلاب سال ۵۷ به میدان آزادی تغییر یافت.

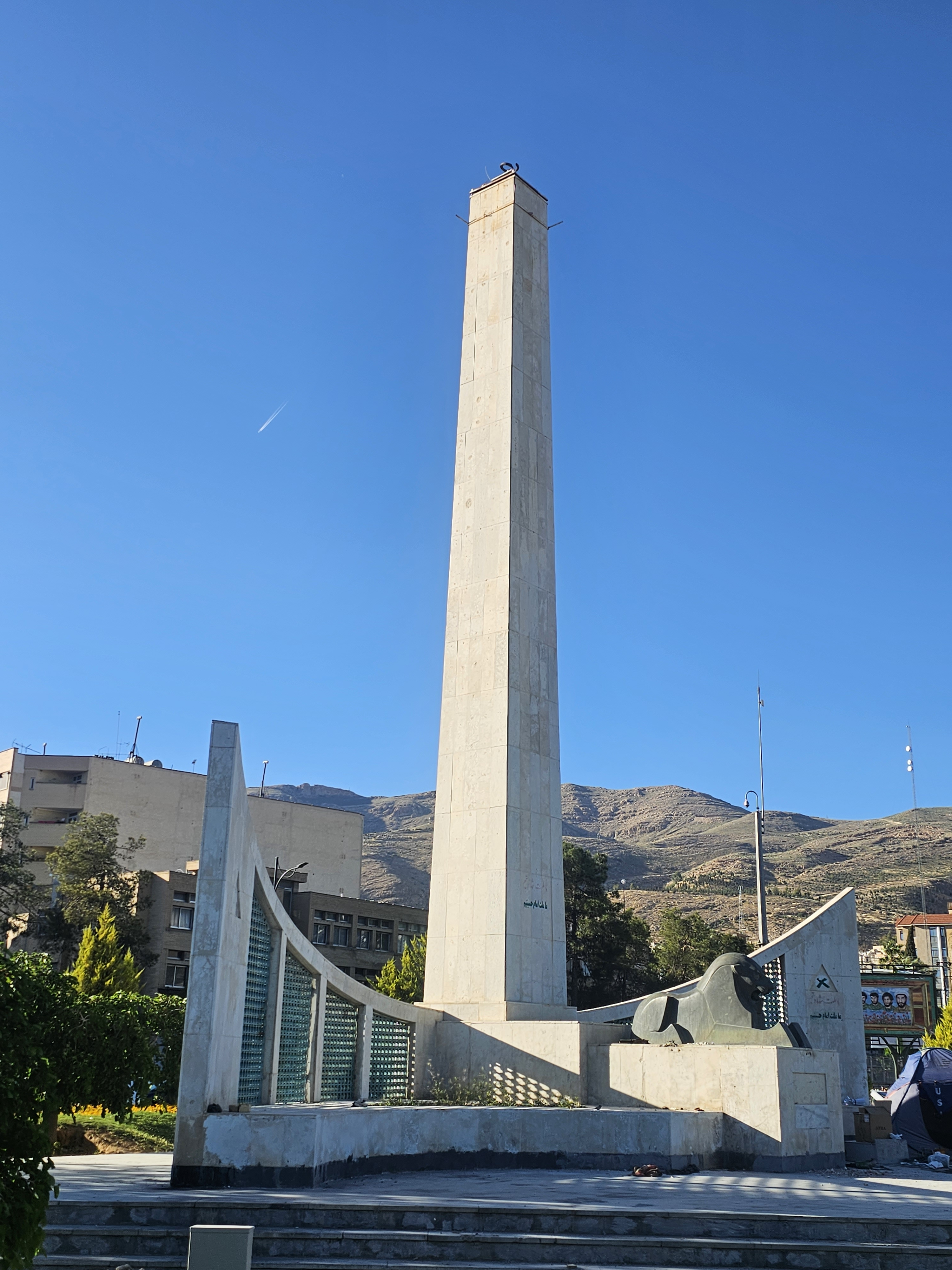

## مشخصات فلکه گاز
بنای یاد بودی به مناسبت ورود گاز به شهر شیراز طراحی و اجرا شد و در حدود سال ۱۳۴۲ هجری خورشیدی بنا نهاده شد.
تندیس شیر برنزی نصب شده دراین میدان را استاد شهیر مجسمه‌سازی علی اکبر صنعتی ساخته‌است.
از زمان طراحی این بنا تا به امروز تغییرات قابل ذکری رخ نداده‌است.
ابعاد این فلکه بیضی شکل ۵۶ در۳۸ متر است که در مرکز ان سکویی ذوزنقه ای شکل با سه پله که هر کدام از اضلاع به ترتیب ۸، ۳۲، ۲۵ و ۲۵ متر است، بنا گردیده‌است.
مشعل یا علمک گاز در مرکز به ارتفاع ۲۵ متر و دو بازوی منحنی شکل در طرفین به طول ۲۳ متر قرار دارد. که در مرکز ان اجرهایی به سبک فخر مدین مزین شده‌است. سنگ به کار برده شده در بنا از جنس سنگ پلاک می‌باشد. این بنای یادبود در سال ۱۴۰۰ خورشیدی به عنوان یکی از آثار ملی ایران به ثبت رسید.

## ثبت ملی
مهر ۱۴۰۰ فلکه گاز در فهرست آثار واجد ارزش تاریخی-فرهنگی ایران به ثبت رسید.

## ترابری

### خیابان‌ها
- بلوار آزادی
- خیابان جهاد سازندگی
- خیابان ابریشمی

### اتوبوسرانی
- خط ۲۴
- خط ۷۳

### مترو
- ایستگاه متروی آزادی